# Georgië op het Junior Eurovisiesongfestival 2011
Georgië nam deel aan het Junior Eurovisiesongfestival 2011 in Jerevan, Armenië. Het was de 5de deelname van het land op het Junior Eurovisiesongfestival. De GPB was verantwoordelijk voor de Georgische bijdrage voor de editie van 2011.

## Selectieprocedure
Op 15 april 2011 gaf de Georgische nationale omroep te kennen te zullen deelnemen aan de negende editie van het Junior Eurovisiesongfestival. Georgië was het zesde land dat zijn deelname bevestigde.
Geïnteresseerden kregen van 15 april tot en met 15 juni de kans om zich kandidaat te stellen voor deelname. Een vakjury zou vervolgens tien finalisten kiezen. Deze tien mochten vervolgens deelnemen aan de nationale finale. De winnaar werd bepaald door een vakjury, die instond voor 50 % van de stemmen, en het publiek, dat via televoting de overige 50 % van de stemmen in handen had. De keuze viel uiteindelijk op Candy, met het nummer Candy music.

## Nationale finale
| Volgorde | Artiest                          | Lied            |
| -------- | -------------------------------- | --------------- |
| 1        | Candy                            | Candy music     |
| 2        | Shotiko Shermadini               | Gzavnili        |
| 3        | Ekaterine Goglidze               | Chveni samqaro  |
| 4        | Kate Samkharadze                 | Aghali dghe     |
| 5        | Kato Salukvadze & Lika Tortladze | Happy day today |
| 6        | Nino Kakhadze                    | Metsamuli vardi |
| 7        | Nino Japharidze                  | Ahqevi khmas    |
| 8        | Mary Tsilosani                   | Chemi gza       |
| 9        | 3T                               | Daijere         |

## In Jerevan
In oktober werd de startvolgorde geloot. Georgië trad als twaalfde en voorlaatste aan, na Zweden en voor België. Georgië werd, samen met Rusland en Nederland, als favoriet gezien voor de eindzege. Uiteindelijk won Candy het festival met 108 punten. Het was voor de tweede keer in de geschiedenis dat Georgië het Junior Eurovisiesongfestival won.